# Шпигель, Бруно Альфредович
Бруно Альфредович Шпигель (29 августа 1897 — 21 января 1940) — российский и советский теннисист, тренер по теннису.

## Биография
Родился в 1897 году.
Был членом Петроградского кружка любителей спорта, а затем и Парголовского общества любителей лаун-тенниса. Был женат на Т. К. Суходольской, чемпионке СССР в одиночном и смешанном парном разряде.
Победитель первого чемпионата СССР в парном разряде (1924, вместе с Евгением Кудрявцевым). Чемпион Петрограда и Ленинграда в парном (1923-24) и смешанном (1928) разрядах. Участник матчей Москва — Петроград — Ленинград (с 1920 по 1932 год). Занимал девятую позицию в Классификации сильнейших теннисистов СССР (1930).
Занимался тренерской деятельностью. Среди его подопечных — Г. Коровина, 16-кратная чемпионка СССР в одиночном, женском и смешанном парном разрядах и М. Капшанинова.
Дважды незаконно подвергался арестам (1920, 1938).
Был лично знаком с теннисисткой Натальей Сувориной — внучкой театрального критика и журналиста Алексея Суворина, которая дала почитать Шпигелю газеты белых, в результате его место жительства было подвергнуто обыску и ему пришлось указать на Суворину, которая была арестована и скончалась в тюрьме от дизентерии.
Скончался в лагере. Реабилитирован 13.06.1989 г..